# NGC 5644
NGC 5644 (również PGC 51834 lub UGC 9321) – galaktyka soczewkowata (S0), znajdująca się w gwiazdozbiorze Wolarza. Odkrył ją Édouard Jean-Marie Stephan 11 czerwca 1880 roku.